# Кристиан Молинаро
Кристиан Молинаро е краен защитник състезаващ се за Щутгарт, под наем от Ювентус. Едни от най-добрите му качества са неговата скорост и издръжливост, както и стабилната защита. Има договор с Ювентус до 2013 г.